# Drapelul Columbiei

Drapelul naţional al Columbiei

Drapelul Columbiei este un tricolor compus din trei benzi orizontale: galbenă, albastră și roșie. Bandă galbenă constituie o jumătate de sus a drapelului, iar benzile albastră și roșie ambele ocupă câte o pătrime a spațiului. A fost adaptat la data de 26 noiembrie 1861.